# حادثه ۱۵ مارس
حادثه ۱۵ مارس (به ژاپنی: 三・一五事件, San ichi-go jiken) یک سرکوب سوسیالیست‌ها و حزب کمونیست ژاپن توسط دولت ژاپن در سال ۱۹۲۸ بود. از جمله کسانی که در این حادثه دستگیر شدند، اقتصاددان اقتصاد مارکسی کاواکامی هاجیمه بود.